# Idol coreano
Un idol coreano (en hangul, 대한민국의 아이돌; romanización revisada, Daehanmingug-ui aidol) o simplemente idol es un término usado para describir a un artista musical surcoreano firmado bajo una agencia de entretenimiento. En Corea del Sur, los ídolos potenciales son comúnmente emitidos por las agencias a través de una audición o audiciones en la calle para convertirse en aprendices.

## Características

### Sistema de entrenamiento
Cientos de candidatos asisten diariamente a las audiciones globales organizadas por las agencias de entretenimiento coreanas en busca de la oportunidad de convertirse en aprendices. Algunos son reclutados sin necesidad de audicionar, siendo seleccionados en base a observaciones, talento y/o potencial. Aquellos que superan con éxito esta etapa de audición son contratados a largo plazo por la compañía de entretenimiento. No existen restricciones de edad para convertirse en aprendiz, lo que significa que no es infrecuente que los aprendices, e incluso los ídolos debutados, sean muy jóvenes.
El proceso de aprendizaje suele ser de duración indefinida, variando desde algunos meses hasta años. Durante este tiempo, los aprendices suelen recibir clases de canto, baile e idiomas, y comparten tiempo con otros compañeros de entrenamiento. Algunos aprendices también asisten a la escuela de manera simultánea, aunque en ocasiones, algunos deciden abandonar la misma para enfocarse por completo en su carrera como ídolo. En 2012, The Wall Street Journal informó que el costo de formar a una integrante de Girls' Generation en SM Entertainment ascendió a $3 millones de dólares.
El sistema de aprendices en la industria del K-pop fue popularizado por Lee Soo-man, el fundador de SM Entertainment, como parte de un concepto conocido como «tecnología cultural». Este proceso único ha sido objeto de críticas por parte de los medios de comunicación occidentales debido a su naturaleza intensiva y su enfoque en la formación y control de los ídolos por parte de las agencias de entretenimiento. Algunos argumentan que este sistema puede ejercer una presión extrema sobre los aprendices y puede privarlos de su libertad creativa y personal.

### Ganancias reportadas
Según el Servicio Nacional de Impuestos de Corea del Sur, las ganancias anuales promedio de un idol coreano en 2013 fueron de KR₩46 74 millones (USD$42 000). Esto fue más del doble de la cifra de 2010 de KR₩26 97 millones (USD$25 275), un aumento atribuible a la expansión global del Hallyu en los últimos años.
Algunos de los ídolos del K-pop de más altos ingresos, por ejemplo G-Dragon, recibe ingresos anuales multimillonarios en ventas de álbumes y conciertos. El 25 de junio de 2015, Midnight TV Entertainment de SBS reveló que G-Dragon ganó KR₩790 millones (USD$710 000) de regalías de composición de canciones en solitario. Los ídolos también pueden obtener ingresos de promociones, mercaderías, ofertas de patrocinio corporativo y comerciales. De acuerdo con The Korea Herald, una vez que un vídeo musical de K-pop atrae más de un millón de visitas, «generará un ingreso significativo lo suficientemente grande como para distribuir los beneficios a los miembros de un grupo de K-pop.»

### Reconocimiento
La ola coreana ha llevado a un aumento global en el interés por los ídolos de K-pop, junto con otros aspectos de la cultura coreana, incluyendo el cine de Corea y el drama coreano. Siendo exportado a otras partes del mundo.

### Fan sasaeng
Algunos ídolos han experimentado invasiones extremas de la privacidad de los fanáticos obsesivos del K-pop como resultado de su carrera en el ojo público. Las presuntas invasiones de la vida privada de los ídolos incluyen acecho, cámaras ocultas en los dormitorios de los ídolos, aficionados que asisten a eventos personales como bodas de familiares y agresiones físicas.